# Kudma
Die Kudma (russisch Кудьма) ist ein rechter Nebenfluss der Wolga in der russischen Oblast Nischni Nowgorod.
Die Kudma entspringt 16 km nordnordwestlich von Tschernucha.
Sie fließt anfangs in nördlicher Richtung. Im Unterlauf wendet sie sich nach Osten.
Sie passiert die Mittelstadt Kstowo und mündet 40 km südöstlich von Nischni Nowgorod in die Wolga.
Wichtigster Nebenfluss ist die Osjorka von rechts.
Die Kudma hat eine Länge von 144 km. Sie entwässert ein Areal von 3220 km².
Der Fluss wird hauptsächlich von der Schneeschmelze gespeist.
Der mittlere Abfluss 54 km oberhalb der Mündung beträgt 5,75 m³/s.
Maximale Abflüsse liegen bei 236 m³/s, geringste Abflüsse liegen bei 0,21 m³/s.